# Brzeziny-Kolonia
Brzeziny-Kolonia (d. Brzeziny Wielkie Kolonia) – kolonia w Polsce położona w województwie śląskim, w powiecie częstochowskim, w gminie Poczesna granicząca na północy z Częstochową. Przez wieś płynie rzeka Brzezinka.
W przeszłości miejscowość nazywano Brzeziny Wielkie Kolonia, ponieważ osada powstała w wyniku ekspansji wsi Brzeziny Wielkie. Osada graniczy z Brzezinami Nowymi, Brzezinami Wielkimi oraz Brzezinami Małymi. Dwa ostatnie to osiedla znajdujące się obecnie w granicach częstochowskiej dzielnicy Błeszno.

## Historia
W wyniku II rozbioru Polski wieś znalazła się w granicach Prus, w prowincji Prusy Południowe. Leżała w powiecie częstochowskim, w departamencie łęczyckim, następnie piotrkowskim, a od 1798 roku w departamencie kaliskim. W latach 1807–1815 leżała w Księstwie Warszawskim, w powiecie częstochowskim, w departamencie kaliskim. Po Kongresie Wiedeńskim leżała w Królestwie Polskim, w powiecie częstochowskim, w obwodzie wieluńskim, w województwie kaliskim, od 1837 roku w guberni kaliskiej. Od 1867 roku wchodziła w skład gminy Huta Stara w powiecie częstochowskim w guberni piotrkowskiej.
W wyniku odzyskania niepodległości przez Polskę w 1918 roku znalazła się w granicach II Rzeczypospolitej. Leżała w gminie Huta Stara (od 1931 gminie Wrzosowa) w powiecie częstochowskim województwa kieleckiego. Po wybuchu II wojny światowej została włączona do III Rzeszy. Znajdowała się w powiecie Blachownia w rejencji opolskiej w prowincji Śląsk (od stycznia 1941 roku w nowej prowincji Górny Śląsk).
Po wojnie należała do gminy Wrzosowa w powiecie częstochowskim w województwie kieleckim (od 1950 w katowickim).
Brzeziny Wielkie, Brzeziny Małe oraz Brzeziny-Kolonia stanowiły gromady, jednostki pomocnicze gminy. W latach 1954–1961 osada podlegała pod gromadę Brzeziny Wielkie, a następnie do 1972 roku pod gromadę Wrzosowa. W latach 1975–1998 miejscowość położona była w województwie częstochowskim.

## Kopalnia Rud Żelaza „Szczekaczka”
W miejscowości znajduje się nieczynna kopalnia rudy żelaza „Szczekaczka”, która nazwę wzięła od dawnej nazwy miejscowości.
W grudniu 1980 roku na terenie kopalni udostępniono do zwiedzania muzeum rud żelaza im. Stanisława Staszica w Brzezinach Wielkich. Była to jedyna kopalnia tego typu w Polsce. Na teren kopalni przeniesiono eksponaty z częstochowskiego Muzeum Górnictwa. Większość z nich umieszczono w chodnikach kopalni. Zgromadzono tu ważniejsze i powszechnie stosowane w czynnych kopalniach narzędzia, urządzenia i maszyny, wózki górnicze z różnych okresów. W budynku na powierzchni umieszczono wystawę obrazującą historię górnictwa rud żelaza w Polsce. Muzeum zlikwidowano w 1984, przenosząc wyposażenie do specjalnie do tego celu przygotowanych podziemnych korytarzy, znajdujących się w parku im. Stanisława Staszica w Częstochowie. Mieści się w nich otwarte w 1989 roku Muzeum Górnictwa Rud Żelaza w Częstochowie.
W 1981 roku powstał film Z dziejów górnictwa rud żelaza w reżyserii M. Szemalikowskiego ukazujący pracę górników w kopalni „Szczekaczka”. Na podstawie tego filmu powstał krótkometrażowy dokument Koniec kopalni „Szczekaczka” zrealizowany przez TVSilesia. Większość scen dokumentu sfilmowano w korytarzach Muzeum Górnictwa Rud Żelaza w Częstochowie.

## Mapa
- Mapa Brzezin